# 于克利耶 (阿拉斯区)
于克利耶（法語：Huclier，法語發音：[yklije]）是法国上法蘭西大區加来海峡省的一个市镇，属于阿拉斯区。

## 地理
于克利耶（50°25'49"N, 2°21'23"E）面积3.32 平方千米，位于法国上法蘭西大區加来海峡省，该省份为法国北部沿海省份，西北濒北海，南至索姆省，东临北部省。
与于克利耶接壤的市镇（或旧市镇、城区）包括：唐格里、埃斯特吕、特鲁瓦沃、瓦吕翁、孔特维尔昂泰尔努瓦。

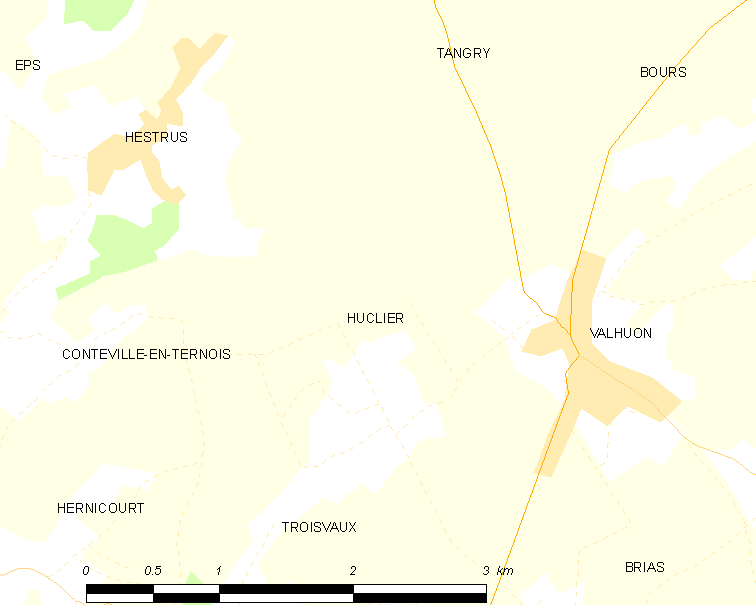
的OSM定位图

于克利耶的时区为UTC+01:00、UTC+02:00（夏令时）。

## 行政
于克利耶的邮政编码为62130，INSEE市镇编码为62462。

## 政治
于克利耶所属的省级选区为泰努瓦斯河畔圣波勒县。

## 人口

1962-2008年间人口变化图示

于克利耶于2022年1月1日时的人口数量为155人。